# Stephanostegia brevis
Stephanostegia brevis är en oleanderväxtart som beskrevs av Markgraf. Stephanostegia brevis ingår i släktet Stephanostegia och familjen oleanderväxter. Inga underarter finns listade i Catalogue of Life.